# Pennatulidae
Pennatules
Famille
Les pennatules (ou Pennatulidae) forment une famille de cnidaires marin fixés sur le substrat. Ce sont des animaux filtreurs planctonivores en forme de plume.

## Liste desgenresetespèces
| Selon World Register of Marine Species (15 mars 2014) : - genre Alloptilella Li, Zhan & Xu, 2021 -- monotypique - genre Crassophyllum Tixier-Durivault, 1961 -- 2 espèces - genre Gyrophyllum Studer, 1891 -- 2 espèces - genre Pennatula Linnaeus, 1758 -- 12 espèces - genre Pteroeides Herklots, 1858 -- 28 espèces - genre Ptilella Gray, 1870 -- 4 espèces - genre Ptilosarcus Verrill, 1865 -- 2 espèces - genre Sarcoptilus Gray, 1848 -- 5 espèces | Selon ITIS (15 mars 2014) : - Pennatula - Pennatula aculeata Danielssen, 1860 - Pennatula borealis M. Sars, 1846 - Pennatula phosphorea Linnaeus, 1758 - Ptilosarcus - Ptilosarcus gurneyi Gray, 1860 - Ptilosarcus quadrangularis Moroff, 1902 - Ptilosarcus sinuosus Gray, 1860 - Ptilosarcus verrillii Pfeffer, 1886 |

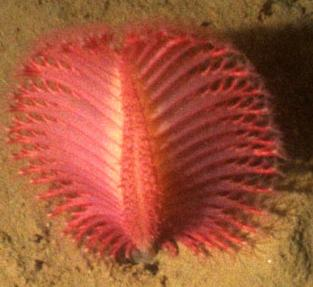
Pennatula aculeata
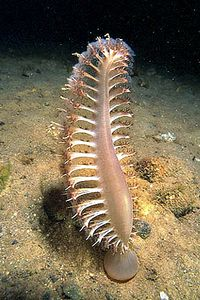
Pennatula phosphorea
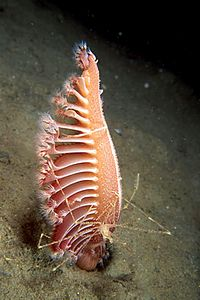
Pennatula rubra
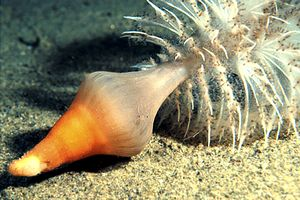
Pteroeides spinosum
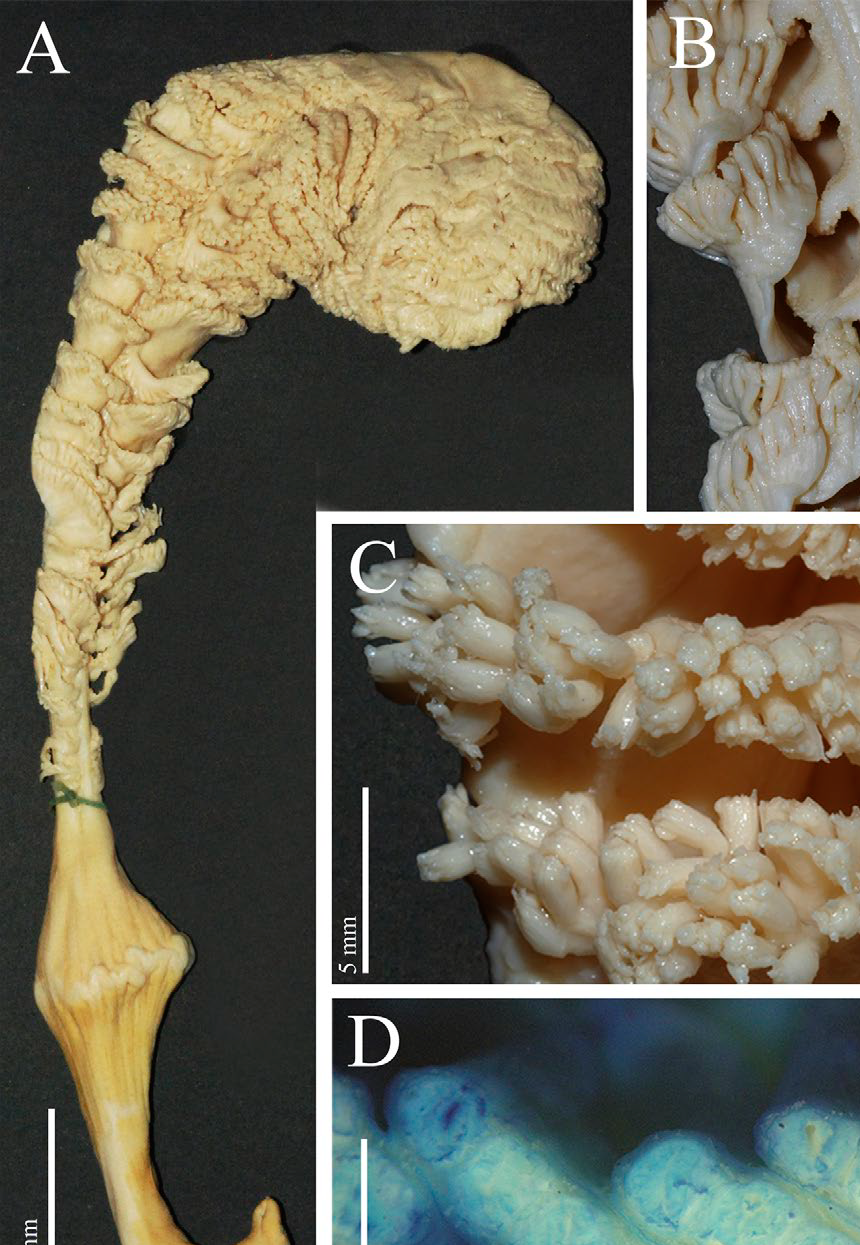
Ptilella grayi
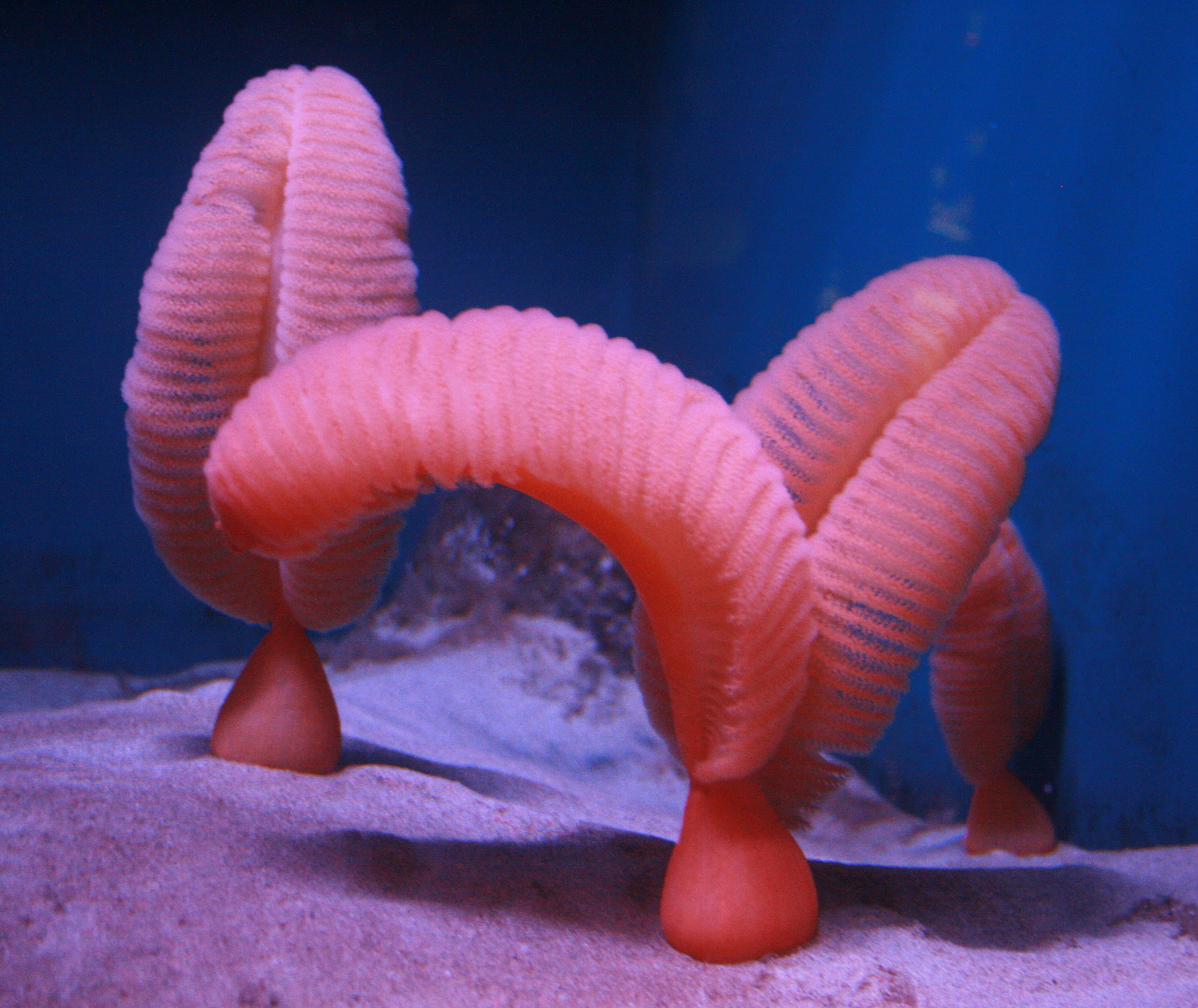
Ptilosarcus gurneyi
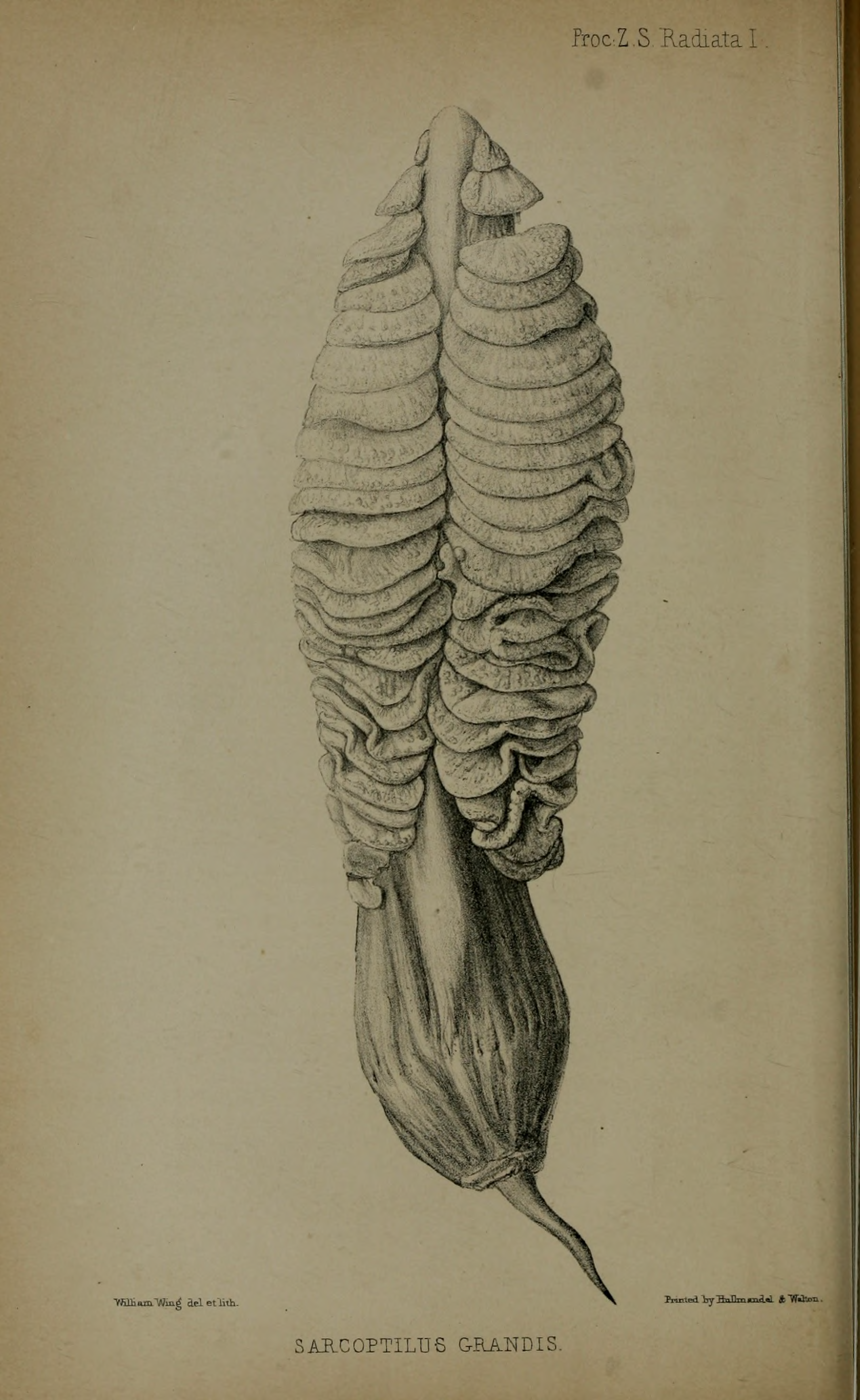
Sarcoptilus grandis